# Para
Pára je kapljevina v plinasti obliki, ki običajno nastane z izparevanjem. Najpogosteje imamo v mislih vodno paro; ta pri normalnem tlaku izpari pri 100 °C, vendar ima para lahko tudi precej višjo temperaturo.